# Polyhydantoine

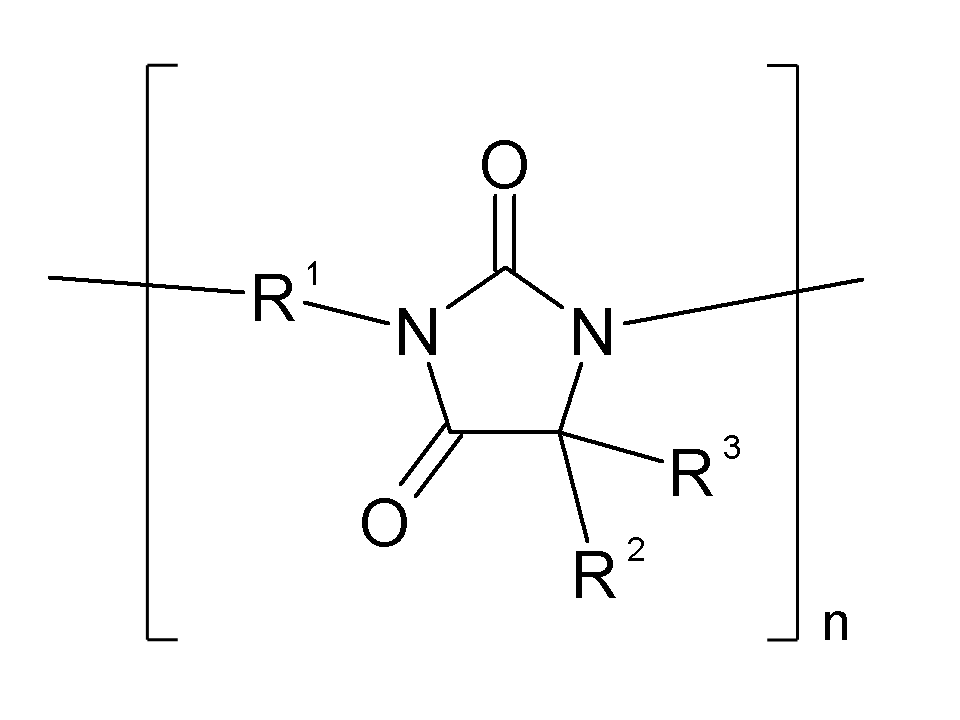
Allgemeine Strukturformel der Polyhydantoine; R^{1} stellt Alkylen- oder Arylen-, R^{2} und R^{3} Wasserstoff- oder Alkylreste dar

Polyhydantoine bezeichnet eine Gruppe von Polymeren bzw. Kunststoffen, die strukturell zu den Imidazolidindionen gehören.

## Anwendung
Polyhydantoine mit Dimethyl-substituierte Ringen und mit R1 als aromatischen Baustein sind thermisch besonders stabil und finden daher Verwendung in hitzebeständigen Elektroisolierlacken, wie Drahtlacken und Isolierfolien. Dauergebrauchstemperaturen über 160 °C und höher sind üblich, Wärmeformbeständigkeiten über 270 °C und gute elektrische Isolierfähigkeit zeichnen diese Produkte aus. Die Anwendung erfolgt in flüssiger Form aus einer Lösung. Das Polymer selbst ist praktisch unschmelzbar.

## Herstellung
Technisch werden aromatische Diamine mit Dimethylchloressigester umgesetzt, im 2. Schritt mit Diisocyanaten in Kresol oder Toluol als Lösemittel polykondensiert. Das Polyhydantoin entsteht durch Ringkondensation unter Abspaltung des Alkohols aus den Estergruppen. Derartige Polymere haben eine Kopf-Kopf-Anordnung:
Alternativ entstehen Polyhydantoine aus Polyadditionsprodukten aus Polyasparaginsäureestern und Diisocyanaten nebst anschließender Temperung. Lösungen von Polyhydantoin in Kresol als Elektroisolierlackrohstoffe sind unter dem Namen Resistherm® PH (Bayer AG) bekannt geworden, Letztere sind heute allerdings nicht mehr im Handel.